# Baltimore and Ohio Railroad
Железная дорога «Балтимор и Огайо» (англ. The Baltimore and Ohio Railroad (B&O) (учётная марка BO) — старейшая железная дорога в США, первый грузопассажирский оператор в стране. Первоначально железная дорога проходила по штату Мэриленд с главной линией, идущей из города-порта Балтимор на запад к англ. Sandy Hook.
Впоследствии железная дорога была продлена на запад и пересекла штат Виргиния (ныне — Западная Виргиния) по мосту над рекой Потомак, рядом с тем местом где в Потомак впадает река Шенандоа. Затем железная дорога была продлена через штат Виргиния от городка Харперс-Ферри к месту пересечения Patterson Creek и северного рукава реки Потомак, где вернулась на территорию штата Мэриленд заходя в город Камберленд. Затем дорога была продлена до реки Огайо (город Велинг), а ещё через несколько лет в Паркерсберг.
Одним из инженеров строительства был Дж. В. Уистлер, впоследствии ставший главным консультантом при строительстве Николаевской железной дороги, соединившей Санкт-Петербург и Москву. Именно тогда впервые в Российской империи стала использоваться американская ширина колеи в 1524 мм (5 футов) — так называемая «русская колея».

## Нынешнее состояние
Железная дорога «Балтимор и Огайо» является частью железнодорожной сети CSX, и включает в себя старейшие в мире железнодорожные мосты. Кроме того «Балтимор и Огайо» включает себя железную дорогу Leiper, самую первую постоянную дорогу в США.
В рекламе железной дороги Балтимор и Огайо был призыв: «Соединяем первые 13 штатов, со страной». Знаменитая дорога B&O также была одной из четырёх избранных в США для бумажной игры в Монополию. Но эта была единственная железная дорога из числа четырёх дорог, которая не обслуживала Атлантик Сити напрямую.
Когда корпорация CSX учредила в качестве отдельного предприятия музей железной дороги Балтимор и Огайо (англ. B&O Railroad Museum), некоторые вагонные депо и мастерские, такие как B&O Mount Clare Shops в Балтиморе, были отданы музею, а остальное имущество дороги было распродано.

## У истоков транспортной компании
Два человека — Филипп Томас и Джордж Браун — были пионерами железнодорожного транспорта. Они провели весь 1826 год, наблюдая за работами железнодорожных предприятий Великобритании, которые к тому времени считались самыми передовыми.
По окончании наблюдений, 12 февраля 1827 года они организовали собрание акционеров города Балтимор. Вскоре, правительство штата Мэрилэнд одобрило строительство железной дороги из города Балтимор на запад, по направлению к реке Огайо.
Первоначальная целью железной дороги была организовать более быструю и выгодную перевозку продуктов, чем существующую по каналу Эри, через север штата Нью-Йорк.
Томас был выбран первым президентом железнодорожной компании, а Браун — казначеем. Отправным капиталом железной дороги были пять миллионов долларов.

## Первые строительные работы
Строительство железной дороги началось 4 июля 1828 года.
Торжественную церемонию начала строительства проводил Чарльз Кэррол, и первый участок дороги от Балтимора до Ellicott’s Mills (ныне Ellicott City), вошел в эксплуатацию 24 мая 1830 года. Для дальнейшего прокладывания путей было решено следовать параллельно реке Patapsco к точке в районе Parr’s Ridge (ныне Mount Airy). В этом месте железная дорога должна была спуститься к долине рек Monocacy и Potomac Rivers.
- Дальнейшие продления линий к городу Фредерик (включая коротенькую ветвь на Фредерик) открылись 1 декабря 1831 года, к месту Пойнт-оф-Рокс линия была продлена 2 апреля 1832 года, а к Сэнди-Хук 1 декабря 1834 года (соединение с железной дорогой «Winchester and Potomac» в Харперс-Ферри откроется в 1837 году), Мартинсберг в мае 1842, Hancock June 1842, Cumberland November 5, 1842, Piedmont July 21, 1851, Fairmont June 22, 1852, и до своей конечной станции в западновирджинском (тогда ещё вирджинском) Уилинге железная дорога дотянулась 1 января 1853 года.
- Узкая полоска земли вдоль реки Потомак от Пойнт-оф-Рокс до Харперс-Ферри вызвало «Юридическую Битву» между Ж. Д. Балтимор и Огайо и каналом Cheasapeke & Ohio.

В результате эта полоска земли никому не досталась, далее был составлен компромисс на совместное использование этой земли.

### Ответвление в Вашингтон
- Далее, в 1831-м году правительство штата Мэрилэнд выделило средства на строительство ветки из Балтимора в Вашингтон. Открылась эта ветвь в 1835 году. Эта ветвь присоединилась к первоначальной линии в Relay, Maryland, Пересекая реку Patapsco по виадуку Томаса, который и по сей день остается одной из «визитных карточек» железной дороги B&O. Это линия была профинансирована именно государством, и до 1870 года управлялась отдельно от всей железной дороги, средства на строительство этой ветви шли из четверти денег заработанных на пассажирских перевозках. Путевые сооружения были построены из камня, как и первоначальная ветвь железной дороги. Но поскольку, из-за разливов рек, каменные мосты были размыты, государство перестало финансировать дальнейшее строительство этой ветви.